# 瓦勒德维耶尔
瓦勒德维耶尔（法語：Val-de-Vière，法語發音：[val də vjɛʁ]，意为“维耶尔河谷”）是法国马恩省的一个市镇，属于维特里勒弗朗索瓦区。

## 地理
瓦勒德维耶尔（48°48'46"N, 4°44'0"E）面积19.25 平方千米，位于法国大東部大區马恩省，该省份为法国东北部内陆省份，北起阿登省，西北接埃纳省，西南接塞纳-马恩省，南至奥布省，东南接上马恩省，东临默兹省。
与瓦勒德维耶尔接壤的市镇（或旧市镇、城区）包括：巴叙、埃尔斯莱韦克、瑞斯库尔-米讷库尔、索尼昂朗格勒、瓦诺勒沙泰勒、瓦诺莱达姆、小瓦夫赖。

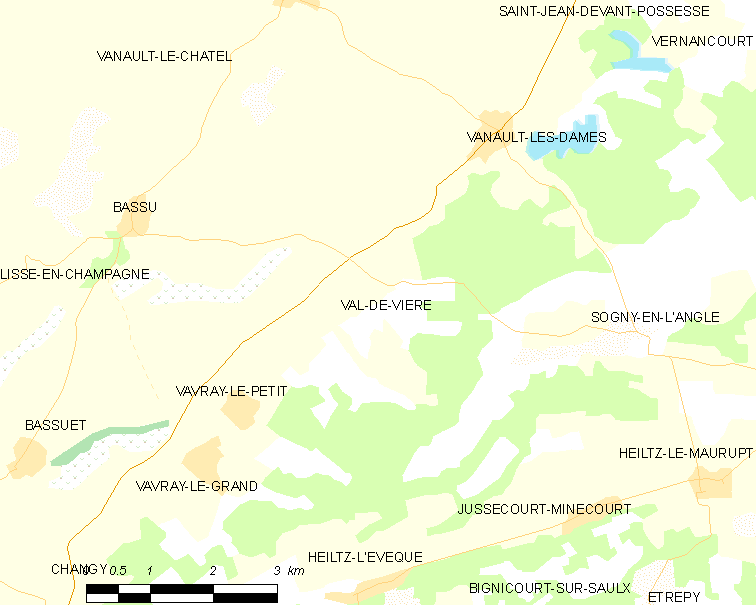
瓦勒德维耶尔的OSM定位图

瓦勒德维耶尔的时区为UTC+01:00、UTC+02:00（夏令时）。

## 行政
瓦勒德维耶尔的邮政编码为51340，INSEE市镇编码为51218。

## 政治
瓦勒德维耶尔所属的省级选区为塞迈兹莱班县。

## 人口

1962-2008年间瓦勒德维耶尔人口变化图示

瓦勒德维耶尔于2022年1月1日时的人口数量为131人。